# جوزيف باركر (سياسي أمريكي)
جوزيف باركر (بالإنجليزية: Joseph Barker)‏ هو سياسي أمريكي، ولد في 1806 في بنسيلفانيا في الولايات المتحدة، وتوفي في 1862 في الولايات المتحدة. انتخب عمدة بيتسبرغ (11 يناير 1850 – 17 يناير 1851).